# Yuri wa Aoku Saite
«Yuri wa Aoku Saite» (百合は蒼く咲いて) es el cuarto sencillo realizado por la banda de J-Rock A9. Fue lanzado al mercado el 25 de mayo de 2005, poco menos de un mes después de haber lanzado su segundo sencillo Yami ni chiru sakura. Este sencillo es igualmente una edición CD+DVD con un video musical oficial de la primera pista.

## Canciones
1. «Yuri wa Aoku Saite» (百合は蒼く咲いて; Lirios florecen pálidamente) – 5:08
2. Seija no Parade (聖者のパレード; Marcha de los santos) – 4:15

### Bonus DVD
1. «Yuri wa Aoku Saite» (百合は蒼く咲いて; Lirios florecen pálidamente)